# 충주 이씨
충주 이씨(忠州 李氏)는 충청북도 충주시를 본관으로 하는 한국의 성씨 관향이다. 시조 이관은 고려 시대에서도 고종 치세 시절, 평장사(平章事)를 지내며 공을 세워 충주백(忠州伯)에 봉해졌다.

## 참고 자료
- “충주이씨(忠州李氏)”. 뿌리를 찾아서.[깨진 링크(과거 내용 찾기)]